# Formhypothesen
Als Formhypothesen bezeichnet man in der mathematischen Statistik eine Erweiterung des Standardformalismus bei Konfidenzbereichen. Dabei wird durch die Formhypothesen vorgegeben, welche Werte im Konfidenzbereich enthalten sein sollen und welche nicht. Dies ermögliche die Formulierung von Optimalitätsbegriffen für Konfidenzbereich wie beispielsweise gleichmäßig beste Konfidenzbereiche. Über das duale Konzept der zugehörigen Testhypothesen lässt sich dann eine Beziehung von Konfidenzbereichen und Tests herstellen, mit der sich Konfidenzintervalle aus Test konstruieren lassen und umgekehrt.

## Formhypothesen
Gegeben sei ein statistisches Modell {\displaystyle (X,{\mathcal {A}},(P_{\vartheta })_{\vartheta \in \Theta })}, wobei {\displaystyle \Theta } die Indexmenge der Wahrscheinlichkeitsmaße ist. Des Weiteren sei eine zu schätzende Funktion
{\displaystyle g\colon \Theta \to \Gamma }
gegeben, die im parametrischen Fall meist als Parameterfunktion bezeichnet wird und in den Entscheidungsraum {\displaystyle \Gamma } abbildet.
Als Formhypothesen zu {\displaystyle g} wird dann eine Familie {\displaystyle ({\tilde {H}}_{\vartheta },{\tilde {K}}_{\vartheta })_{\vartheta \in \Theta }} bezeichnet, so dass
{\displaystyle {\tilde {H}}_{\vartheta }\subset \Gamma }  und {\displaystyle {\tilde {K}}_{\vartheta }\subset \Gamma } ist sowie
{\displaystyle {\tilde {H}}_{\vartheta }\cap {\tilde {K}}_{\vartheta }=\emptyset } für alle {\displaystyle \vartheta \in \Theta }
Anschaulich enthält  {\displaystyle {\tilde {H}}_{\vartheta }} alle „korrekten“ Werte, welche von dem Konfidenzbereich möglichst überdeckt werden sollen. Analog enthält {\displaystyle {\tilde {K}}_{\vartheta }} alle „inkorrekten“ Werte, die möglichst nicht im Konfidenzbereich enthalten sein sollen.

## Beispiel
Gegeben sei ein einfaches statistisches Modell {\displaystyle (\mathbb {R} ,{\mathcal {B}}(\mathbb {R} ),(P_{\vartheta })_{\vartheta \in \mathbb {R} })}, wobei {\displaystyle P_{\vartheta }={\mathcal {N}}(\vartheta ,1)} die Normalverteilung mit Varianz eins ist. Geschätzt werden soll der Mittelwert, also ist
{\displaystyle g(\vartheta )=\vartheta }.
Somit sind die Indexmenge und der Entscheidungsraum beide gleich, es ist {\displaystyle \Theta =\Gamma =\mathbb {R} }.
Mögliche Formhypothesen wären
{\displaystyle {\tilde {H}}_{\vartheta }=[\vartheta -2;\vartheta +2]} sowie {\displaystyle {\tilde {K}}_{\vartheta }=\mathbb {R} \setminus {\tilde {H}}_{\vartheta }} für alle {\displaystyle \vartheta \in \mathbb {R} }.
Diese sagen aus, dass der Bereich, welcher symmetrisch um den Mittelwert liegt möglichst überdeckt werden soll, wohingegen alles außerhalb möglichst nicht überdeckt werden soll. Zu beachten ist, dass in der Definition nicht gefordert wird, dass {\displaystyle {\tilde {H}}_{\vartheta }\cup {\tilde {K}}_{\vartheta }=\Gamma }, die Hypothesen also für jedes {\displaystyle \vartheta } den Entscheidungsraum disjunkt zerlegen. So wäre in diesem Beispiel durchaus möglich, {\displaystyle {\tilde {K}}_{\vartheta }=(\vartheta +2,+\infty )} oder  {\displaystyle {\tilde {K}}_{\vartheta }=\emptyset } zu wählen.

## Konfidenzbereiche zu Formhypothesen

### Definition
Ist ein Konfidenzbereich
{\displaystyle C\colon X\to {\mathcal {P}}(\Gamma )}
gegeben sowie Formhypothesen {\displaystyle ({\tilde {H}}_{\vartheta },{\tilde {K}}_{\vartheta })_{\vartheta \in \Theta }}, so heißt {\displaystyle C} ein Konfidenzbereich für {\displaystyle g} zum Konfidenzniveau {\displaystyle 1-\alpha }, wenn für alle {\displaystyle \vartheta \in \Theta } gilt:
{\displaystyle P_{\vartheta }(\{\gamma \in C\})\geq 1-\alpha } für alle {\displaystyle \gamma \in {\tilde {H}}_{\vartheta }}.

### Beispiel
Wählt man als Formhypothesen
{\displaystyle {\tilde {H}}_{\vartheta }:=\{g(\vartheta )\}},
und {\displaystyle {\tilde {K}}_{\vartheta }} beliebig (aber disjunkt), so lautet der Konfidenzbereich zu den Formhypothesen
{\displaystyle P_{\vartheta }(\{g(\vartheta )\in C\})\geq 1-\alpha } für alle {\displaystyle \vartheta \in \Theta }
und entspricht somit genau der klassischen Formulierung eines Konfidenzbereiches zum Konfidenzniveau {\displaystyle 1-\alpha }.

## Testhypothesen
Analog zu den Formhypothesen werden die Testhypothesen zu gegebenen Formhypothesen definiert. Im Gegensatz zu diesen sind sie Teilmengen der Indexmenge {\displaystyle \Theta } statt des Entscheidungsraumes {\displaystyle \Gamma }.

### Definition
Gegeben seien Formhypothesen {\displaystyle ({\tilde {H}}_{\vartheta },{\tilde {K}}_{\vartheta })_{\vartheta \in \Theta }}. Dann heißt {\displaystyle (H_{\gamma },K_{\gamma })_{\gamma \in \Gamma }}, definiert durch
{\displaystyle H_{\gamma }:=\{\vartheta \in \Theta \mid \gamma \in {\tilde {H}}_{\vartheta }\}}
und
{\displaystyle K_{\gamma }:=\{\vartheta \in \Theta \mid \gamma \in {\tilde {K}}_{\vartheta }\}}
die Testhypothesen zu den Formhypothesen.

### Beispiel
Führt man das obige Beispiel fort, so erhält man
{\displaystyle H_{\gamma }:=\{\vartheta \in \Theta \mid \gamma \in [\vartheta -2;\vartheta +2]\}=[\vartheta -2;\vartheta +2]}
und
{\displaystyle K_{\gamma }:=\{\vartheta \in \Theta \mid \gamma \notin {\tilde {H}}_{\vartheta }\}=\mathbb {R} \setminus [\vartheta -2;\vartheta +2]}
In diesem Beispiel sind die Formhypothesen und die Testhypothesen identisch, auch wenn sie formell auf verschiedenen Mengen definiert sind: Einmal auf der Indexmenge {\displaystyle \Theta } und einmal auf dem Entscheidungsraum {\displaystyle \Gamma }. Im Allgemeinen stimmen diese beiden Mengen nicht überein.